# Barking (métro de Londres)
Barking (en anglais : Barking tube station ou Barking Underground Station), est une station des lignes District et Hammersmith & City du métro de Londres, en zone 3 Travelcard. Elle est située sur la Longbridge Road, à Barking, sur le territoire du borough londonien de Merton, dans le Grand Londres.
Elle est en correspondances avec la gare de Barking avec qui elle partage une partie de son infrastructure.

## Situation sur le réseau
La station Barking  des lignes District et Hammersmith & City du métro de Londres est située : sur tronçon principal de la ligne District, entre la station East Ham, en direction de la station de bifurcation Earl's Court et la station Upney en direction du terminus est Upminster ; sur la ligne Hammersmith & City, elle est le terminus est avant la station East Ham, en direction du terminus ouest Hammersmith.

Plans : des lignes District et Hammersmith & City
Ligne District.
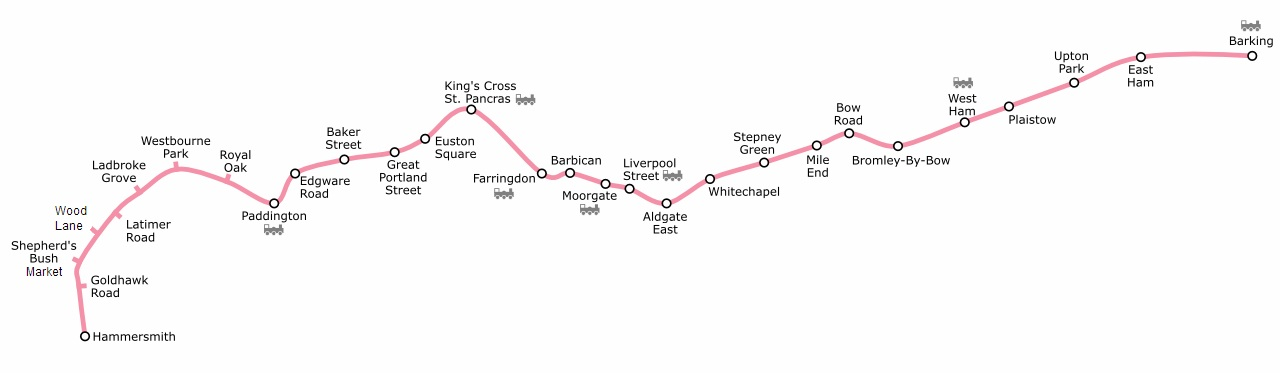
Ligne Hammersmith & City.

La station utilise les quais 2, 3 et 6 en alternance entre les deux lignes et le quai 1a en partage avec des trains du réseau Overground de la gare.

Plans du métro et des transports à Londres
Métro.
Réseaux de Londres.

## Histoire
La gare est ouverte en 1854 par le London, Tilbury and Southend Railway (en) sur une nouvelle ligne de chemin de fer partant de Forest Gate pour rejoindre l'Eastern Counties Railway (en) à Tilbury. La mise en service de la station de métro sur la District line date du 2 juin 1902,.

## Services aux voyageurs

### Accès et accueil
La station utilise l'entrée principale, commune avec la gare, sur la Longbridge Road, à Barking.

### Desserte
La station Barking est desservie : par les rames de la ligne District du métro de Londres circulant sur les relations Wimbledon ou Richmond ou Ealing Broadway et Upminster ; par les rames de la ligne Hammersmith & City du métro de Londres circulant sur la relation : Hammersmith - Barking.

Dessertes
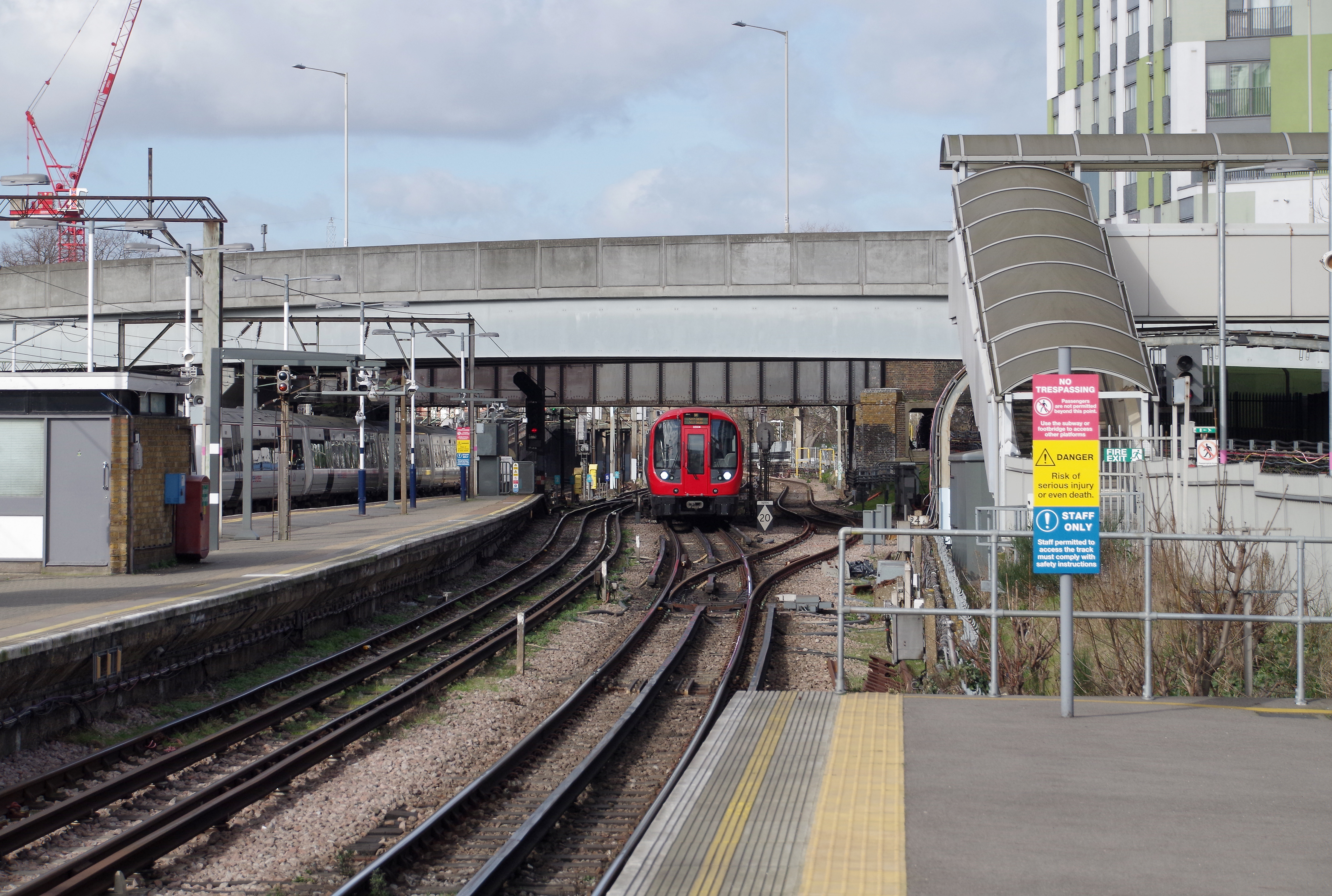
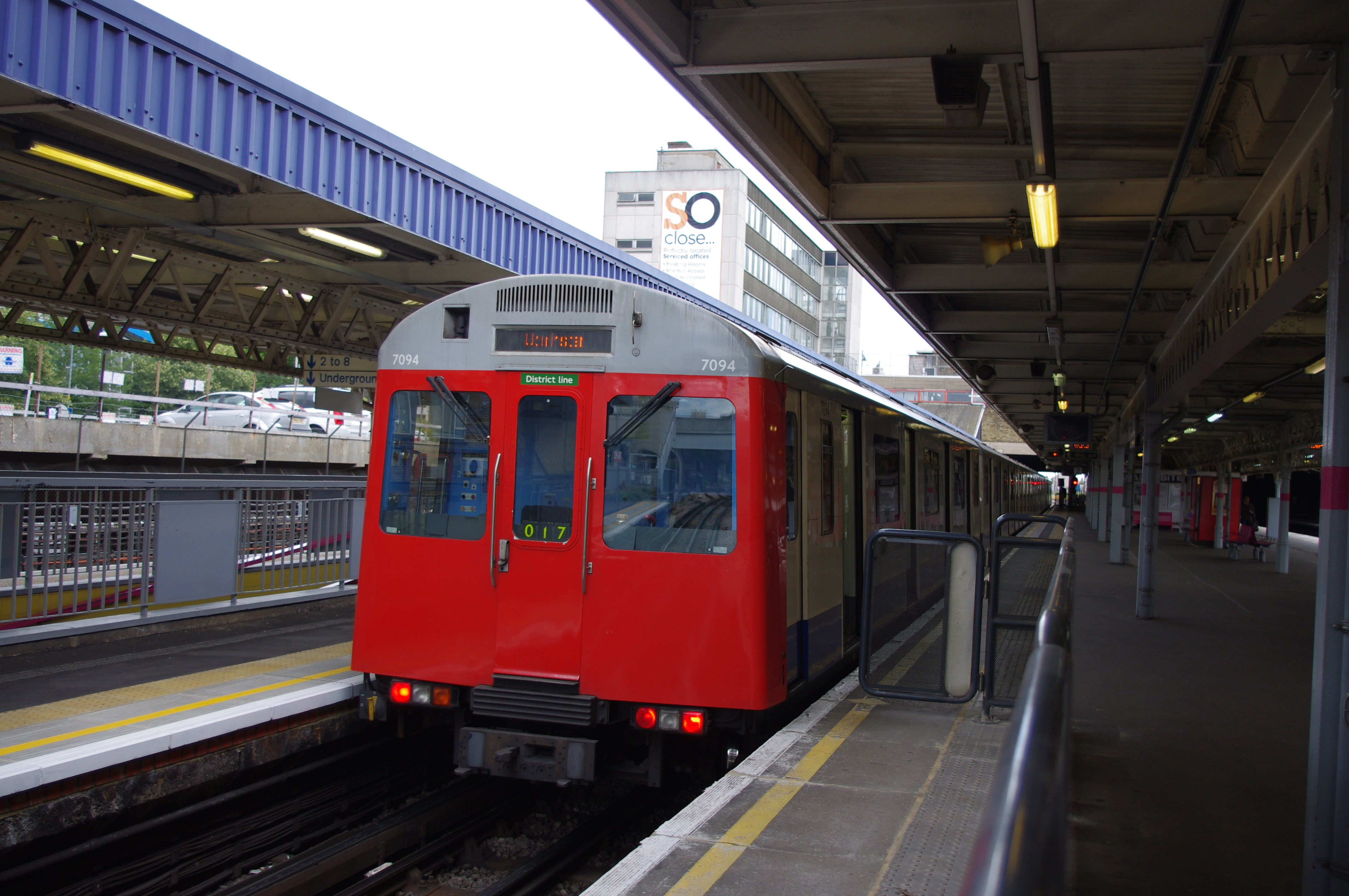
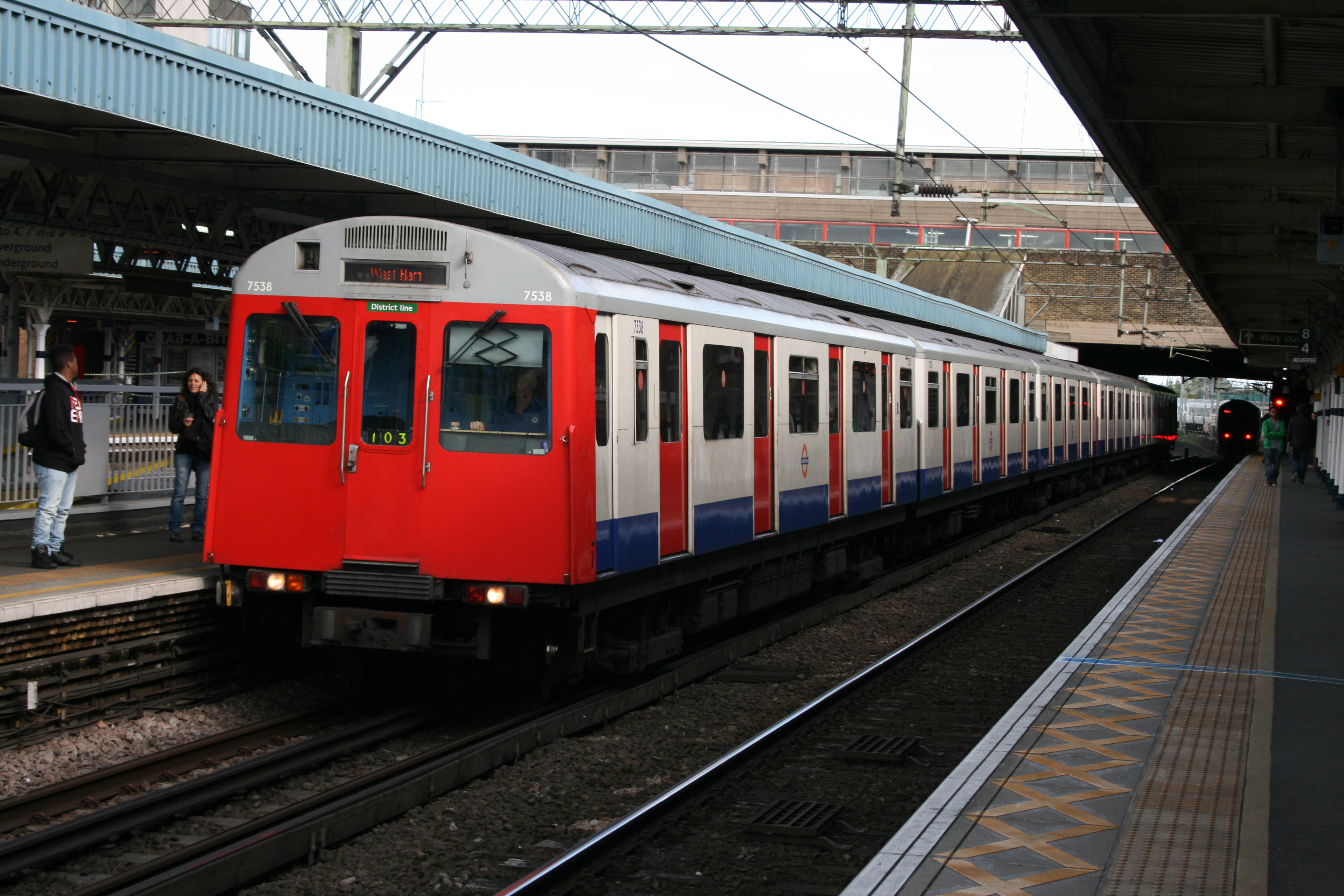

### Intermodalité
Elle est en correspondance avec la gare de Barking qui partage une partie de son infrastructure.
Comme la gare, la station est desservie par des autobus de Londres des lignes 5, 62, 169, 238, 287, 366, 368, 687, ELI, EL2, EL3 et N15.

## À proximité
- Barking